# Mônica de Hipona
Santa Mônica (português brasileiro) ou Santa Mónica (português europeu) (331–387) é a mãe de Santo Agostinho de Hipona e uma santa cristã. A sua festa realiza-se em 27 de agosto.

## Biografia
Esta santa nasceu em 331, em Tagaste (atual Souk Ahras, na Argélia), mas há controvérsias acerca dessa data. Foi, segundo as tradições católicas, criada por uma dada, ou seja, uma escrava que cuidava dos filhos dos senhores, dessa senhora recebeu "educação e rígidos ensinamentos religiosos".
Casou-se aos dezessete ou dezoito anos com Patrício. O casal ocupava razoável posição social, mas apesar disso Mônica não era feliz no casamento, pois sofria com a infidelidade do marido. Por isso começou a atingir o ideal cristão de boa esposa e mãe, já que nunca criou discórdia embora sofresse.
Foi mãe de Santo Agostinho, também Doutor da Igreja. E, segundo ele o seu alicerce espiritual que o conduziu em direção à "fé verdadeira", já que o converteu ao cristianismo. Ele julgava ser a mãe a "intermediária" entre ele e Deus. Durante a adolescência de Agostinho até ao seu batismo, Mônica vivia entre lágrimas, lamentando a "vida de heresias" do filho, e orava fervorosamente para que ele encontrasse a "verdadeira fé".
Agostinho atribuiu a um sonho de sua mãe o passo definitivo para sua conversão e a "confirmação" de sua vocação religiosa, desse modo Mônica se torna responsável pelo destino cristão do filho.
A partir disso o filho vê a mãe de forma santificadora, mas reconhece o fardo feminino que ela carrega, já que nos primórdios da cristandade, a mulher era vista entre dois extremos, o da exaltação e da condenação. A parte "boa" do sexo feminino era representada por Maria e a parte "ruim", que se entrega à tentação, representada por Eva. Foi dessa forma que Mônica foi vista por seu filho e pela Igreja.

### Morte e veneração
Morreu aos 56 anos, no ano de 387, em Óstia na Itália, mesmo ano da conversão de seu filho. Seu corpo foi "descoberto" em 1430 e transferido para a Basílica de Santo Agostinho, em Roma. Mônica foi canonizada não por ter operado milagres, mas sim por ter sido a "responsável pela conversão de seu filho", mostrando empenho em ensinar condutas cristãs como moral, pudor e mansidão, mostrando a intervenção feminina no interior da família, pois foi o meio, através da oração, que contribuiu para a vida religiosa do filho.